# Landsberg (Saalekreis)

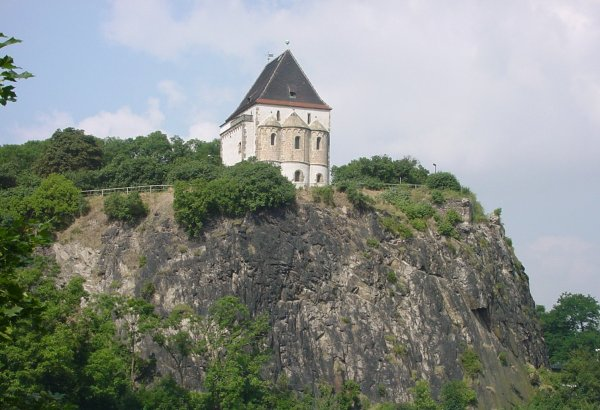
Doppelkapelle St. Crucis

Landsberg ist eine Stadt im Saalekreis in Sachsen-Anhalt, Deutschland.

## Geografie

### Lage
Landsberg liegt im Städtedreieck zwischen Halle (Saale), Leipzig und Bitterfeld-Wolfen. Bis Halle sind es ca. 19 km in südwestlicher Richtung. Leipzig liegt ca. 25 km südöstlich von Landsberg, und bis Bitterfeld-Wolfen sind es in nördlicher Richtung ca. 15 km.

### Ortsteile

Landsberg im Winter, Luftbild mit Blick nach Norden

Landsberg besteht laut Hauptsatzung aus 29 Ortsteilen, die 11 Ortschaften bilden.
| Ortschaften                                        | Die Ortschaften von Landsberg (anklickbare Karte) |
| -------------------------------------------------- | ------------------------------------------------- |
| Braschwitz (mit Plößnitz)                          | Die Ortschaften von Landsberg (anklickbare Karte) |
| Hohenthurm                                         | Die Ortschaften von Landsberg (anklickbare Karte) |
| Landsberg a                                        | Die Ortschaften von Landsberg (anklickbare Karte) |
| Niemberg (mit Eismannsdorf)                        | Die Ortschaften von Landsberg (anklickbare Karte) |
| Oppin (mit Maschwitz)                              | Die Ortschaften von Landsberg (anklickbare Karte) |
| Queis (mit Klepzig, Kockwitz und Wiedersdorf)      | Die Ortschaften von Landsberg (anklickbare Karte) |
| Peißen (mit Rabatz, Stichelsdorf und Zöberitz)     | Die Ortschaften von Landsberg (anklickbare Karte) |
| Reußen (mit Zwebendorf)                            | Die Ortschaften von Landsberg (anklickbare Karte) |
| Schwerz (mit Dammendorf und Kneipe)                | Die Ortschaften von Landsberg (anklickbare Karte) |
| Sietzsch (mit Emsdorf, Bageritz und Lohnsdorf)     | Die Ortschaften von Landsberg (anklickbare Karte) |
| Spickendorf (mit Wölls-Petersdorf und Zschiesdorf) | Die Ortschaften von Landsberg (anklickbare Karte) |

### Nachbargemeinden
Nachbargemeinden sind Petersberg, Zörbig und Sandersdorf-Brehna (beide Landkreis Anhalt-Bitterfeld) im Norden, Neukyhna und Wiedemar (beide Landkreis Nordsachsen) im Osten, Kabelsketal im Süden und die kreisfreie Stadt Halle (Saale) im Westen.

## Geschichte

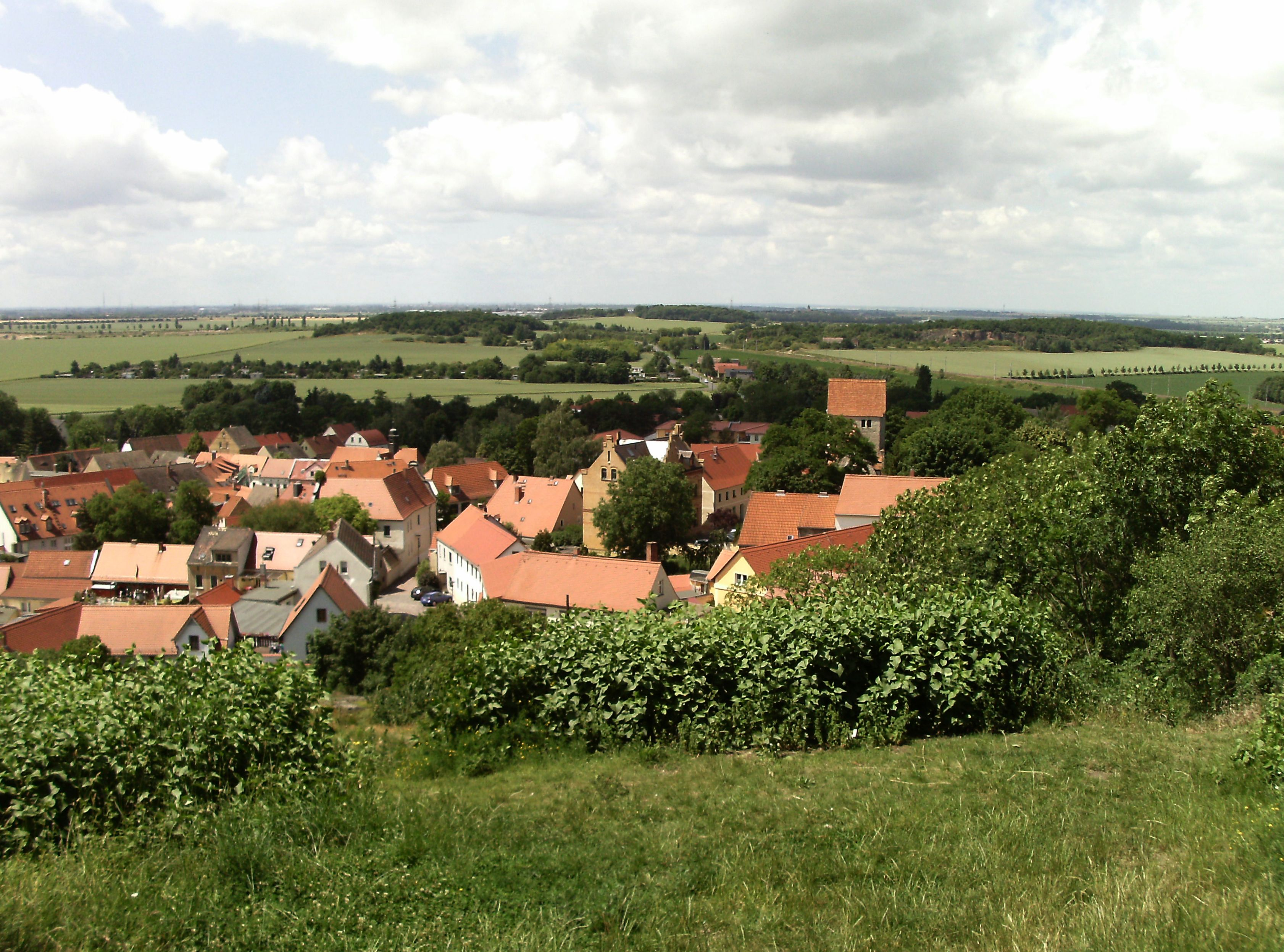
Blick auf Landsberg vom Kapellenberg

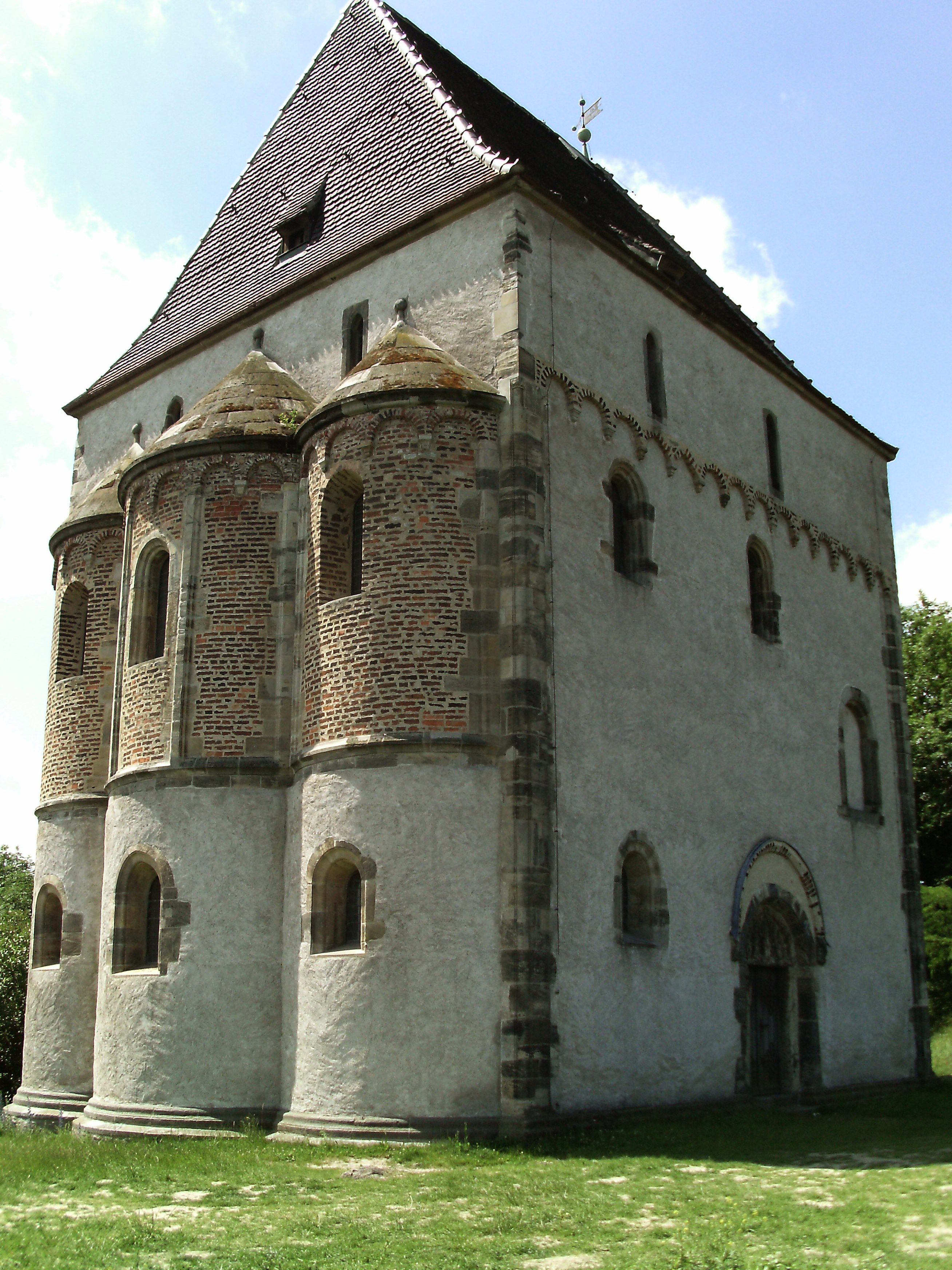
Obere Apsiden der Doppelkapelle aus Backstein

Die ältesten Spuren einer Besiedlung stammen aus der Jungsteinzeit, die erste urkundliche Erwähnung findet sich 961 als „civitas holm“ in einer Urkunde Ottos I. Die damit ebenfalls bezeichnete Burg war Sitz der Markgrafen von Landsberg. Von der damaligen Burg sind mit Ausnahme einer Doppelkapelle (s. u.) nur noch wenige Mauerreste vorhanden. Die Zerstörung der Burg erfolgte durch die Markgrafen von Meißen, nachdem die Reichsacht über Landsberg verhängt wurde. Erst im Jahre 1597 wurde Landsberg durch die sächsischen Herzöge das Stadtrecht zurückgegeben jedoch mit der Einschränkung, keine Mauern und Zinnen zu errichten. Daraufhin wurde Landsberg zu einem offenen Landstädtchen.
Die Mark Landsberg, auch Markgrafschaft Landsberg, ging im 13. Jahrhundert durch Erbteilung aus dem westlichsten Teil der Mark Lausitz, die bis 965 ein Teil der Sächsischen Ostmark war, hervor. Sie gilt neben der Markgrafschaft Meißen als Stammland der Wettiner. Sie umfasste ein nicht genau umrissenes Gebiet zwischen unterer Saale und Elbe. Der Mittelpunkt war der weit herausragende Berg, der früher eine slawische Burganlage trug. Auf diesen Berg geht der Name der Burg und der Stadt Landsberg zurück. Im Jahr 1291 wurde die Mark Landsberg an die brandenburgischen Askanier verkauft, gelangte jedoch 1347 wieder an die Wettiner.
Durch das heutige Stadtgebiet verlief bis 1815 die Grenze zwischen dem Saalkreis des Erzstifts Magdeburg, welches 1680 zum Herzogtum Magdeburg unter brandenburg-preußischer Herrschaft kam, und dem kursächsischen bzw. königlich-sächsischen Amt Delitzsch mit der Stadt Landsberg. Durch die Beschlüsse des Wiener Kongresses kamen die kursächsischen Orte mit Landsberg im Jahr 1815 zu Preußen und wurden 1816 dem Kreis Delitzsch im Regierungsbezirk Merseburg der Provinz Sachsen zugeteilt. Die vor 1815 bereits preußischen Orte gehörten zwischen 1807 und 1813 zum Distrikt Halle im Departement der Saale des Königreichs Westphalen. Sie kamen 1816 zum Saalkreis der preußischen Provinz Sachsen.
Im Zuge der ersten Kreisreform in der DDR von 1950 wurde die Stadt Landsberg und die Orte der heutigen Ortsteile Gollma, Gütz (mit Wölls-Petersdorf der heutigen Ortschaft Spickendorf) und Reinsdorf und die Orte der heutigen Ortschaften Queis, Reußen und Sietzsch vom Kreis Delitzsch in den Saalkreis umgegliedert. Bei der zweiten Kreisreform der DDR kamen 1952 alle heutigen Ortsteile der Stadt Landsberg zum neu zugeschnittenen Saalkreis im Bezirk Halle, der 1990 zum Land Sachsen-Anhalt kam und 2007 im Saalekreis aufging.
In einer Festwoche im Juli 2011 feierte Landsberg sein 1050-jähriges Bestehen.
Ende November 2015 wurden der bisherige Bürgermeister Olaf Heinrich und sein Stellvertreter vom Landesverwaltungsamt vorläufig ihres Dienstes enthoben. Ihnen wurden erhebliche Dienstvergehen und Straftaten zum Schaden der Stadt Landsberg vorgeworfen.

### Eingemeindungen

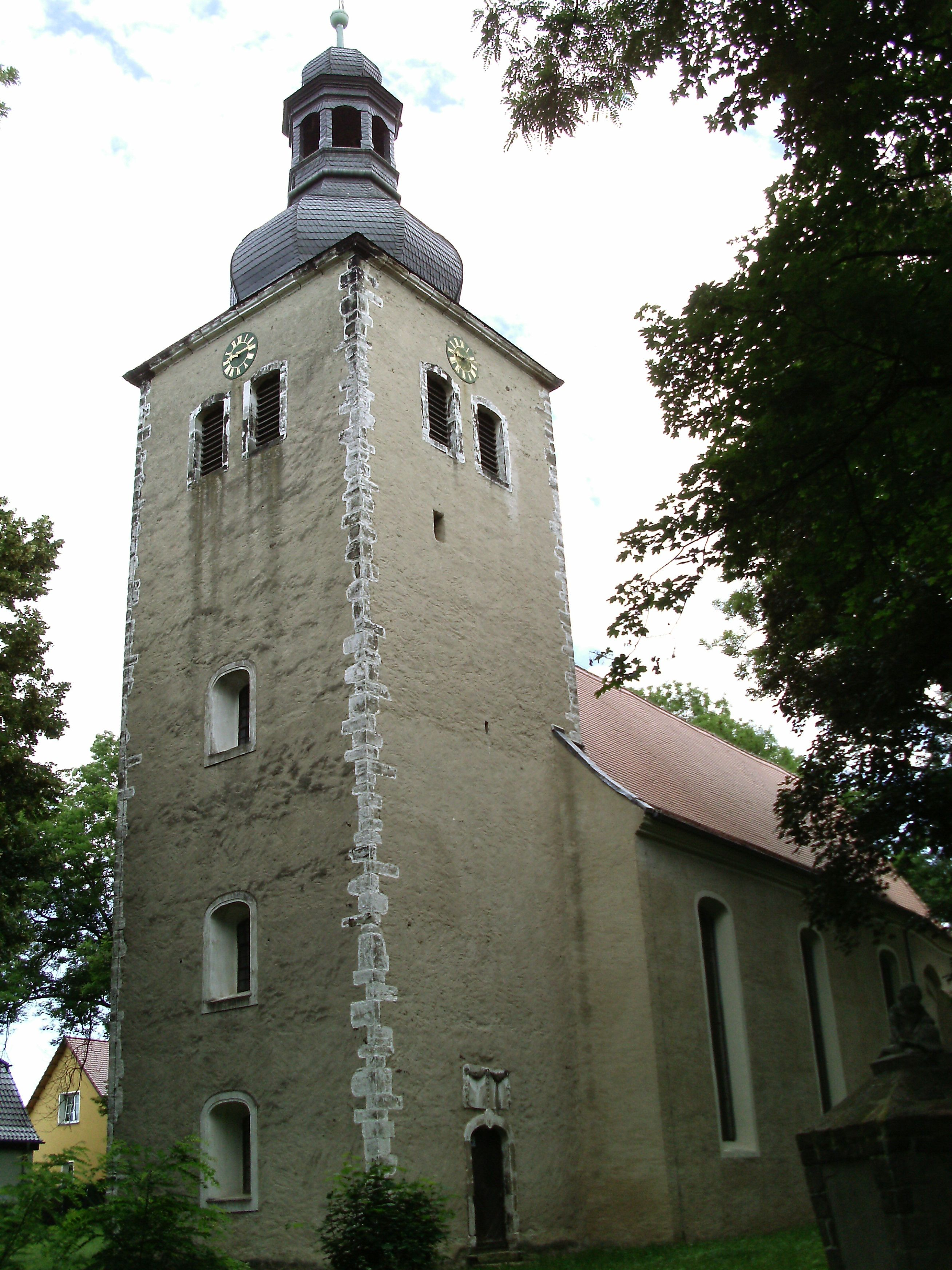
Kirche in Gollma

Die Orte Gollma, Gütz und Reinsdorf wurden am 20. Juli 1950 eingemeindet. Queis, Sietzsch und Spickendorf gehören seit dem 1. Januar 2005 zur Stadt Landsberg. Reußen kam am 17. Februar 2005 hinzu. Niemberg, Oppin und Schwerz wurden am 1. Januar 2010 eingemeindet. Braschwitz gehört seit dem 20. April 2010 zu Landsberg. Mit dem 1. September 2010 wurden Hohenthurm und Peißen der Stadt Landsberg zugeordnet.
| Ehemalige Gemeinde    | Datum                 | Anmerkung                                              |
| --------------------- | --------------------- | ------------------------------------------------------ |
| Bageritz              | 20.07.1950            | Eingemeindung nach Sietzsch                            |
| Braschwitz            | 20.04.2010            | Eingemeindung nach Landsberg                           |
| Dammendorf mit Kneipe | 20.07.1950            | Eingemeindung nach Schwerz                             |
| Droyßig               | 01.04.1936            | Eingemeindung nach Zwebendorf                          |
| Eismannsdorf          | 20.07.1950            | Eingemeindung nach Niemberg                            |
| Emsdorf               | 01.04.1936            | Eingemeindung nach Sietzsch                            |
| Gollma                | 20.07.1950            | Eingemeindung nach Landsberg                           |
| Gütz                  | 20.07.1950            | Eingemeindung nach Landsberg                           |
| Harsdorf              | 1921                  | Zusammenschluss mit drei weiteren Gemeinden zu Oppin   |
| Hohenthurm            | 01.09.2010            | Eingemeindung nach Landsberg                           |
| Inwenden              | 1921                  | Zusammenschluss mit drei weiteren Gemeinden zu Oppin   |
| Klepzig               | 20.07.1950            | Eingemeindung nach Queis                               |
| Kockwitz              | 20.07.1950            | Eingemeindung nach Queis                               |
| Maschwitz             | 20.07.1950            | Eingemeindung nach Oppin                               |
| Niemberg              | 01.01.2010            | Eingemeindung nach Landsberg                           |
| Obermaschwitz         | 01.04.1938            | Zusammenschluss mit Untermaschwitz zu Maschwitz        |
| Oppin                 | 01.01.2010            | Eingemeindung nach Landsberg                           |
| Oppin-Freiheit        | 1921                  | Zusammenschluss mit drei weiteren Gemeinden zu Oppin   |
| Peißen                | 01.09.2010            | Eingemeindung nach Landsberg                           |
| Petersdorf            | 1888                  | Zusammenschluss mit Wölls zu Wölls-Petersdorf          |
| Plößnitz              | 20.07.1950            | Eingemeindung nach Braschwitz                          |
| Pranitz               | 1921                  | Zusammenschluss mit drei weiteren Gemeinden zu Oppin   |
| Queis                 | 20.01.2005            | Eingemeindung nach Landsberg                           |
| Rabatz                | 01.04.1938            | Eingemeindung nach Peißen                              |
| Reinsdorf             | 20.07.1950            | Eingemeindung nach Landsberg                           |
| Reußen                | 17.02.2005            | Eingemeindung nach Landsberg                           |
| Roitzschgen           | 01.04.1936            | Eingemeindung nach Gütz                                |
| Rosenfeld             | 30.09.1928            | Eingemeindung nach Hohenthurm                          |
| Schwätz               | 01.04.1936            | Eingemeindung nach Gollma                              |
| Schwerz               | 01.01.2010            | Eingemeindung nach Landsberg                           |
| Siedersdorf           | 1936                  | Eingemeindung nach Lohnsdorf                           |
| Sietzsch              | 01.01.2005            | Eingemeindung nach Landsberg                           |
| Spickendorf           | 01.01.2005            | Eingemeindung nach Landsberg                           |
| Stichelsdorf          | 31.12.1928            | Eingemeindung nach Peißen                              |
| Untermaschwitz        | 01.04.1938            | Zusammenschluss mit Obermaschwitz zu Maschwitz         |
| Wiedersdorf           | 20.07.1950            | Eingemeindung nach Queis                               |
| Wölls                 | 1888                  | Zusammenschluss mit Petersdorf zu Wölls-Petersdorf     |
| Wölls-Petersdorf      | 01.04.1936 20.07.1950 | Eingemeindung nach Gütz Umgliederung nach Spickendorf  |
| Zöberitz              | 20.07.1950            | Eingemeindung nach Peißen                              |
| Zwebendorf            | 01.07.1950 01.10.1965 | Eingemeindung nach Hohenthurm Umgliederung nach Reußen |

## Bevölkerung
| Jahr | Einwohner |
| ---- | --------- |
| 1990 | 03.750    |
| 2006 | 08.518    |
| 2010 | 15.424    |
| 2015 | 14.996    |
| 2020 | 15.068    |

| Jahr | Einwohner |
| ---- | --------- |
| 2021 | 14.960    |
| 2022 | 14.713    |
| 2023 | 14.792    |
| 2024 | 14.772    |

Stand: 31. Dezember des jeweiligen Jahres (Angaben des Statistischen Landesamtes Sachsen-Anhalt), ab 2011 auf Basis des Zensus 2011, ab 2022 auf Basis des Zensus 2022

Diagramm zur Bevölkerungsentwicklung

Der starke Anstieg der Einwohnerzahl zwischen 1990 und 2010 ist auf Eingemeindungen zurückzuführen.
Nicht mit aufgenommen in die nebenstehende Abbildung wurden folgende Werte: 1574 zählte Landsberg 30 Ackerbürger sowie 37 Bürger ohne Acker. 1600 waren 75, 1668 insgesamt 89 besessene Mann angegeben. 1694 verzeichnete die Bevölkerungsstatistik 88 Wirte und 18 Hausgenossen, 1726 111 Bürger und 16 Hausgenossen. 1738 zählte man 113 Bürger und 12 unangesessene Bürger. 1779 und 1790 lebten jeweils 388 Einwohner unter 10 Jahren in Landsberg.

## Politik

### Stadtrat
Der Stadtrat von Landsberg besteht entsprechend der Einwohnerzahl der Stadt aus 28 Mitgliedern und dem Bürgermeister. Die Kommunalwahl am 9. Juni 2024 führte bei einer Wahlbeteiligung von 66,5 % zu folgendem Ergebnis:
| Partei / Wählergruppe                        | Stimmenanteil 2019 | Sitze 2019 |        | Stimmenanteil 2024 | Sitze 2024 |
| -------------------------------------------- | ------------------ | ---------- | ------ | ------------------ | ---------- |
| Vereinte Bürgerliste                         | 24,2 %             | 7          | 28,5 % | 8                  |            |
| AfD                                          | 06,7 %             | 2          | 23,2 % | 4                  |            |
| CDU                                          | 27,6 %             | 8          | 22,5 % | 6                  |            |
| Die Linke                                    | 16,8 %             | 5          | 09,6 % | 3                  |            |
| Aufbruch Landsberg                           | –                  | –          | 06,8 % | 2                  |            |
| SPD                                          | 08,8 %             | 2          | 04,2 % | 1                  |            |
| Einzelbewerber Wilfried Seidowski            | –                  | –          | 02,9 % | 1                  |            |
| FDP                                          | 02,9 %             | 1          | 02,3 % | 1                  |            |
| Bürger für Peißen                            | 07,1 %             | 2          | –      | –                  |            |
| Bürgerliste für Braschwitz und Plößnitz      | 02,5 %             | 1          | –      | –                  |            |
| Mündige Bürger Spickendorf / FFW Spickendorf | 01,3 %             | –          | –      | –                  |            |
| Einzelbewerberin Nadine Kanigs               | 01,1 %             | –          | –      | –                  |            |
| Einzelbewerberin Franziska Gietzelt          | 00,9 %             | –          | –      | –                  |            |
| Insgesamt                                    | 100 %              | 28         | 100 %  | 26                 |            |

Bei der Wahl 2024 entfielen auf die AfD sechs Sitze, von denen zwei unbesetzt bleiben, weil die Partei nur vier Kandidaten nominiert hatte.

### Bürgermeister
- 1997–2015: Olaf Heinrich (parteilos)
- 2016–2018: Kurt-Jürgen Zander (amtierend)
- 2018–2023: Anja Werner (SPD)
- seit 2023: Tobias Halfpap (parteilos)

Werner wurde in der Bürgermeisterstichwahl am 26. August 2018 mit 69,0 % der gültigen Stimmen gewählt.
Halfpap wurde am 6. November 2022 mit 56,3 % der gültigen Stimmen zu ihrem Nachfolger gewählt. Seine Amtszeit beträgt sieben Jahre.

### Wappen, Flagge, Dienstsiegel
Die Stadt verfügt über kein amtlich genehmigtes Hoheitszeichen, weder Wappen noch Flagge und führt ein Dienstsiegel mit der Umschrift „* STADT LANDSBERG *“.
Wappen der Ortschaft Landsberg
Für die Ortschaft Landsberg existiert das folgende inoffizielle Wappen. Es wurde vom Kommunalheraldiker Jörg Mantzsch aus Magdeburg gestaltet und am 20. Dezember 2016 unter der Registratur 50 ST in die Deutsche Ortswappenrolle des HEROLD eingetragen und dokumentiert. Gestiftet wurde es vom Ortsvorstand der Ortschaft Landsberg, um es als Symbol der örtlich-lokalen Identität außerhalb von Amtshandlungen zu führen.
| | Blasonierung: „Unter blauem Schildhaupt, darin eine aus dem oberen Schildrand hervorbrechende strahlende goldene Sonne, in Gold zwei blaue Pfähle.“ |
| Wappenbegründung: Das Wappen mit den blauen Pfählen – auch Landsberger Pfähle genannt – erscheint erstmals als Zeichen der meißnischen Markgrafen Ende des 12. Jahrhunderts, nachdem die Markgrafschaft Landsberg an Brandenburg verkauft wurde und erst später wieder in meißnischen Besitz kam, hielt man irrtümlich dieses ursprünglich meißnische Wappen für das der Markgrafschaft Landsberg. Als solches wurde es erneut Bestandteil des markmeißnischen Wappens und später auch mancher sächsischen Stadt. In seiner ursprünglichen Form machte es die Stadt Landsberg zu ihrem Zeichen. Stadtsiegel mit der Sonne im Schildhaupt erscheinen erst im 17. Jahrhundert, bei dem die Sonne das Osterland andeuten soll. | |

## Sehenswürdigkeiten und Kultur

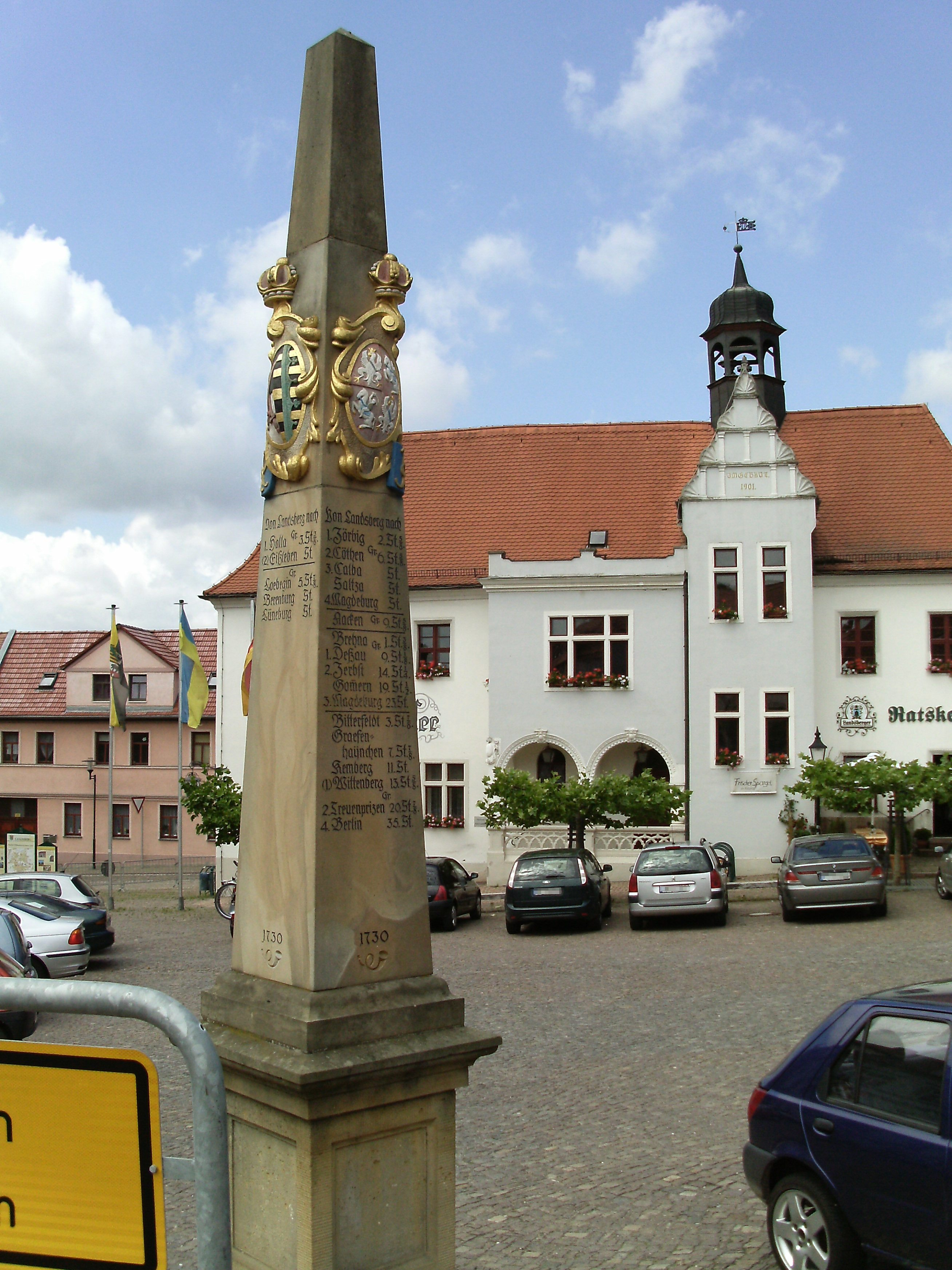
Kursächsische Postmeilensäule

Die Kulturdenkmale der Stadt Landsberg sind in der Liste der Kulturdenkmale in Landsberg (Saalekreis) eingetragen, die Bodendenkmale in der Liste der Bodendenkmale in Landsberg (Saalekreis).

### Bauwerke

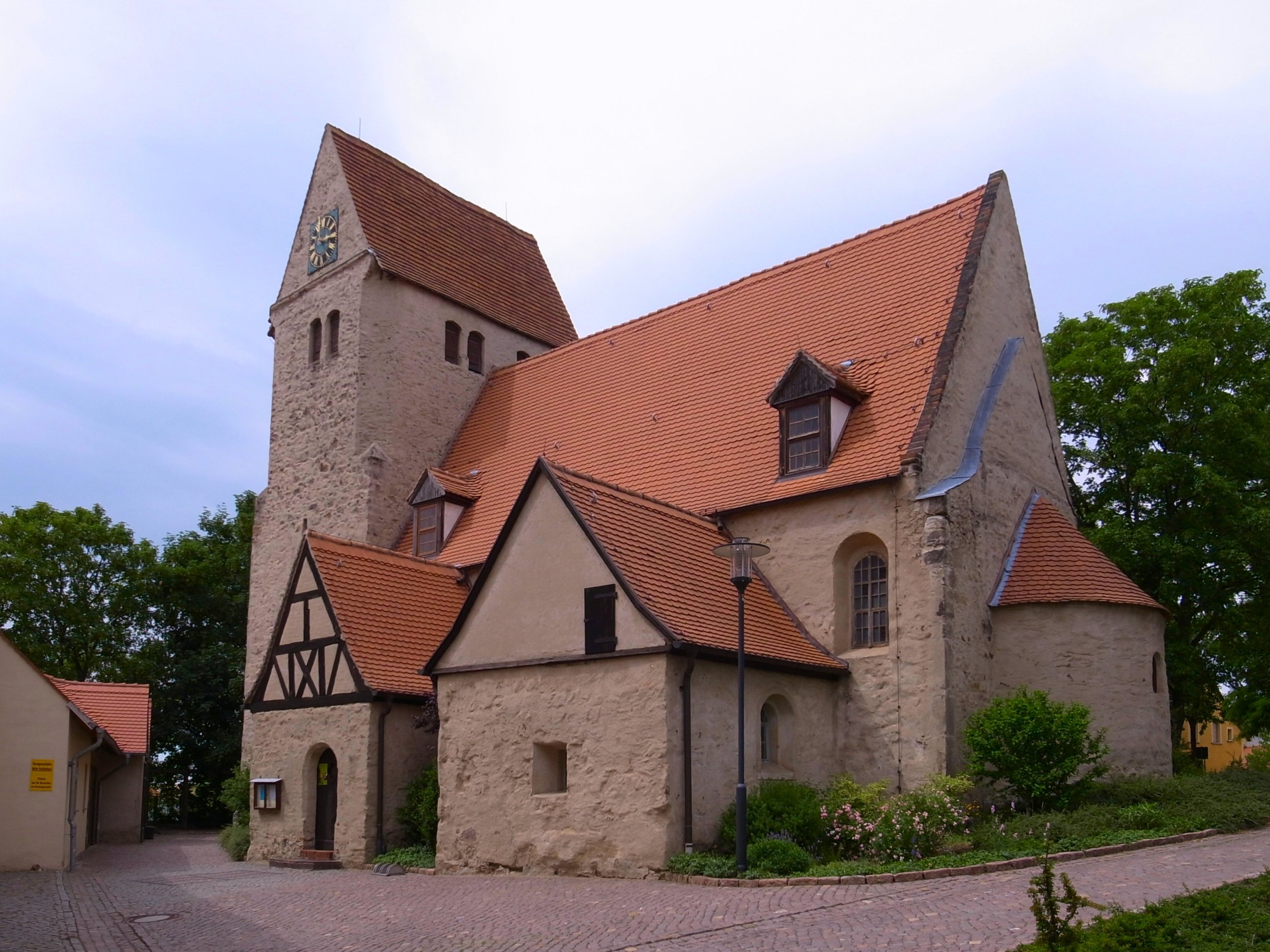
Stadtkirche St. Nicolai

Das weithin sichtbare Wahrzeichen von Landsberg ist die romanische Doppelkapelle St. Crucis auf dem Kapellenberg. Sie stammt aus dem 12. Jahrhundert und ist Überrest der Burg Landsberg.
Die evangelische Kirche der Stadt, St. Nicolai, stammt aus dem frühen 13. Jahrhundert.
Auf dem historischen Marktplatz befinden sich das Rathaus aus dem 18. Jahrhundert sowie eine rekonstruierte kursächsische Postmeilensäule.
Die einschiffige evangelische Kirche in Gollma stammt aus der 2. Hälfte des 15. Jahrhunderts. Der hölzerne Kanzelaltar wurde 1736 vom Merseburger Bildhauer Barth angefertigt. Die farbigen Glasfenster im Chor stammen aus dem 19. Jahrhundert.

### Museen
Das Museum „Bernhard Brühl“ zeigte neben regelmäßig wechselnden Sonderausstellungen eine Dauerausstellung zu den Themen Ur- und Frühgeschichte, Stadtentwicklung, Landwirtschaft und Naturkunde. Ebenfalls im Museum befand sich eine originalgetreu nachgestaltete Apothekeneinrichtung aus der Zeit um 1900. Es ist seit 2019 bis auf Weiteres geschlossen.
Eine Ausstellung in der Doppelkapelle widmet sich der Geschichte der Kapelle und der frühen Siedlungsgeschichte der Region.

### Veranstaltungen
In den Sommermonaten finden auf der Freilichtbühne zahlreiche Konzerte und Volksfeste, darunter das jährliche Bergfest, statt. Daneben werden Konzerte in der Doppelkapelle veranstaltet.

## Wirtschaft und Infrastruktur

### Ansässige Unternehmen
Die Brauerei Landsberg braut in Landsberg Bier (Landsberger). Es existiert ein großes Gewerbegebiet, in dem sich Firmen wie Rossmann, Edeka, Fixemer, Claas, Dachser, Jungheinrich, Bauder und Mäc-Geiz angesiedelt haben. Ein weiteres Gewerbegebiet mit einem Zentrallager der Rewe Group und der Igepa Papiergroßhandel GmbH befindet sich im Ortsteil Queis direkt an der Anschlussstelle Halle-Ost der A 14.

### Verkehr
Die Bundesstraße 100, die von Halle in Richtung Bitterfeld führt, durchquert das Stadtgebiet. Über die Bundesstraße ist Landsberg mit dem Kreuz Halle (Saale) an der A 9 und der Anschlussstelle Halle/Peißen an der A 14 verbunden. Über die Anschlussstelle Halle-Ost der A 14 sind der Gewerbepark Queis und die südlichen Ortsteile erreichbar.

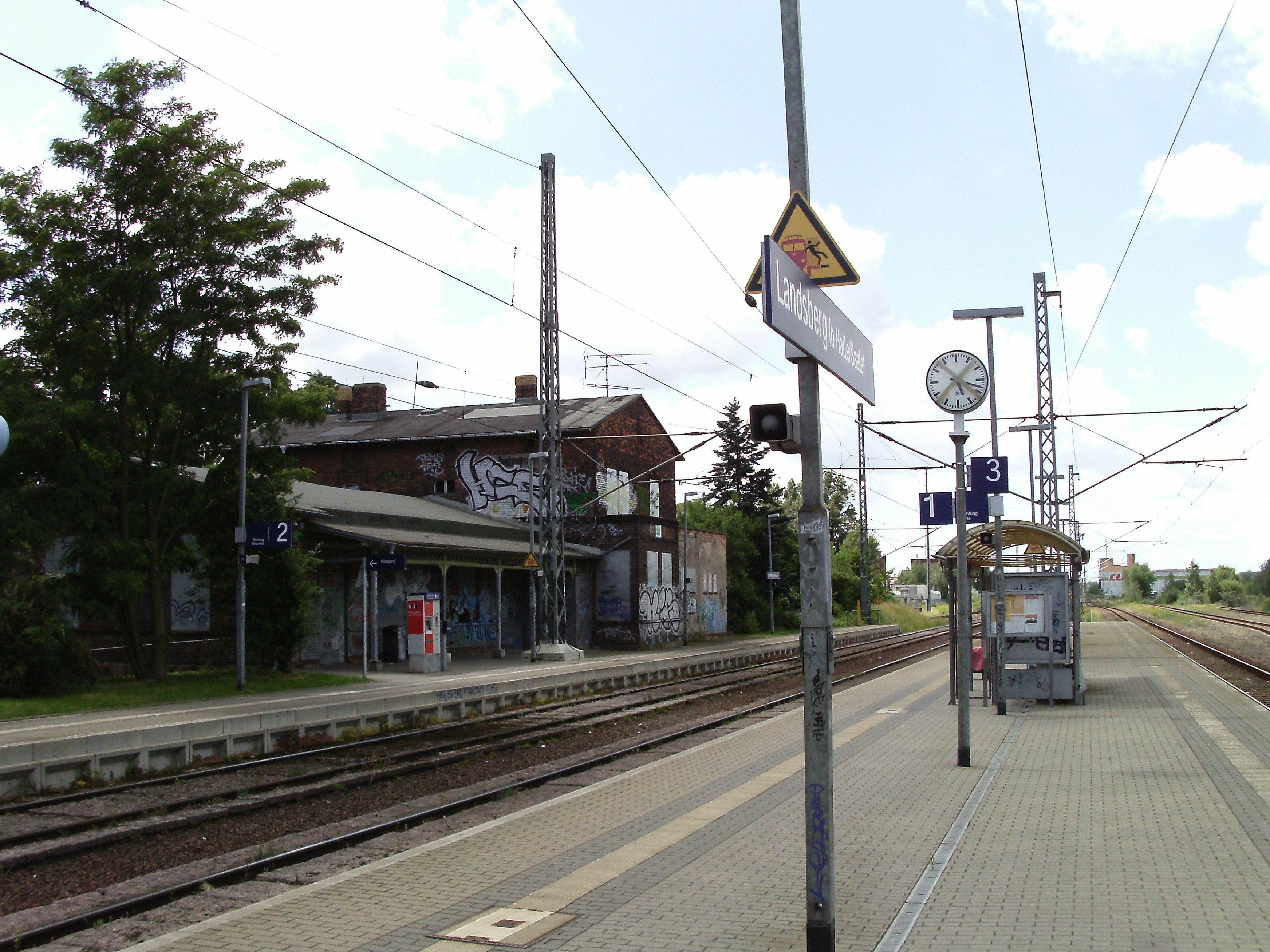
Bahnhof
Landsberg (b Halle/Saale)

Die Stadt liegt an den Eisenbahnstrecken Halle–Bitterfeld (Bahnhof Landsberg (b Halle/Saale), Haltepunkt Hohenthurm) (Linie S 8), Halle–Cottbus (Haltepunkt Peißen, Bahnhof Reußen, Haltepunkt Landsberg (b Halle/Saale) Süd) (Linie S 9) und Halle–Magdeburg (Bahnhof Niemberg und Haltepunkt Zöberitz) (Linie RE 30). Im Mai 2013 wurden die alten leerstehenden Bahnhofsgebäude abgerissen und anschließend die PKW- und Fahrradstellplätze erneuert.
Der öffentliche Personennahverkehr besteht unter anderem durch den PlusBus des Mitteldeutschen Verkehrsverbund. Folgende Verbindungen führen ab Landsberg:
- Linie 190: Landsberg ↔ Sietzsch ↔ Wiedemar ↔ Radefeld ↔ Leipzig-Möckern
- Linie 345: Landsberg ↔ Gütz ↔ Hohenthurm ↔ Zöberitz ↔ Halle

### Bildung
Landsberg verfügt über einen Schulkomplex mit Grund-, Sekundarschule, ein Gymnasium und die „Regenbogenschule“ als Förderschule für Schüler mit geistiger Behinderung.

### Sport
- SSV 90 Landsberg
- Landsberger Handballverein
- Kampfsportklub Randori Landsberg
- SG Queis
- SG Reußen
- SV Sietzsch

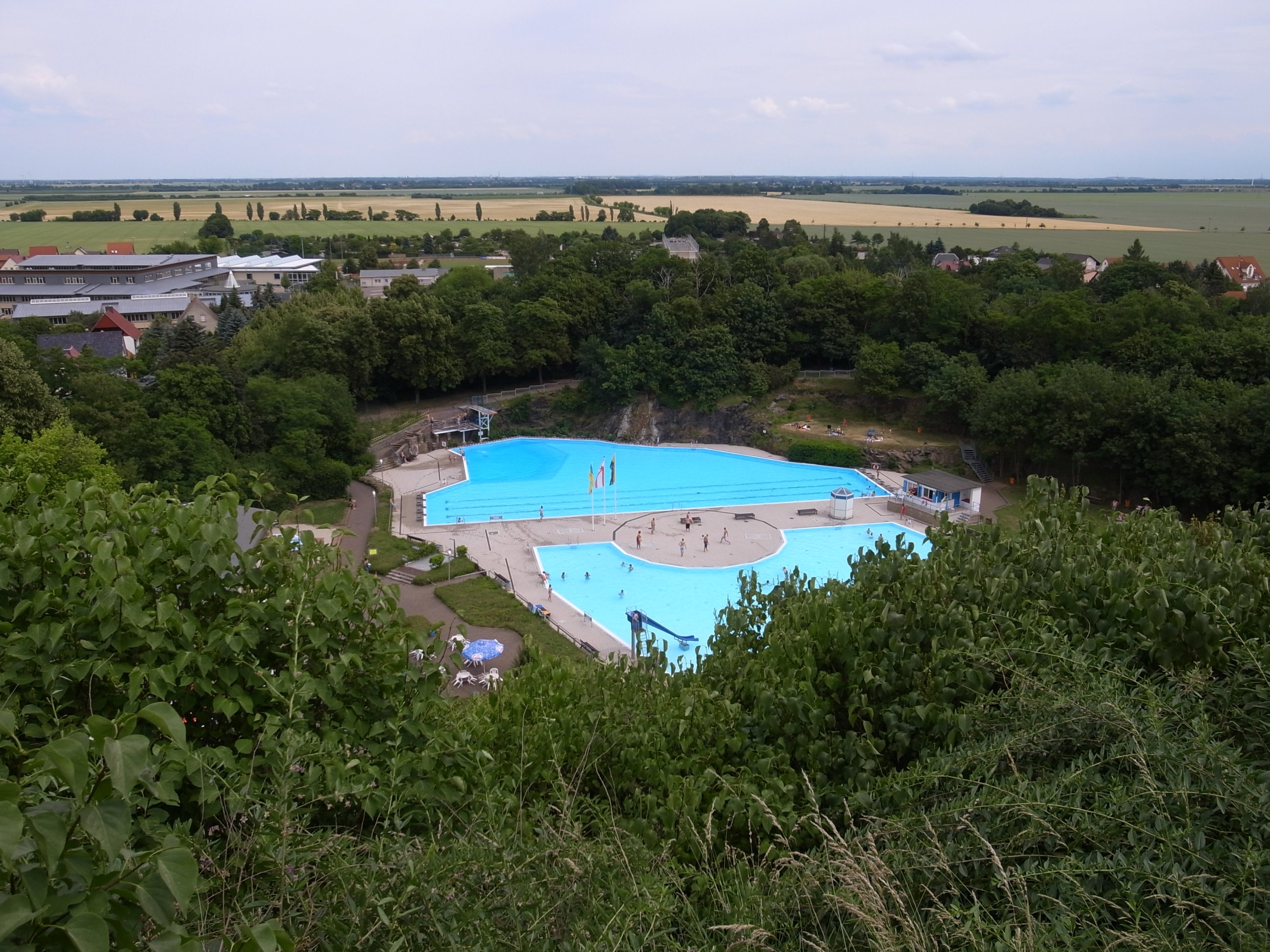
Felsenbad Landsberg

- Deutscher Angelsportverein Landsberg
- Black Lions Landsberg (Floorball)

Am ersten Wochenende im August findet jährlich das Leichtathletik-Seniorensportfest des SSV 90 Landsberg statt. Im Jahr 2014 wurde es zum 26. Mal ausgetragen.
Am Fuß des Kappelenbergs befindet sich das Felsenbad Landsberg.

## Persönlichkeiten

### Söhne und Töchter der Stadt
- Gottlieb Hiller (1778–1826), Tagelöhner und Schriftsteller
- Wilhelm Baer (1811–1873), Orgelbauer, geboren in Zwebendorf

### Mit Landsberg verbunden
- Wilhelm von Rauchhaupt (1828–1894), Mitbegründer der Deutschkonservativen Partei, Ehrenbürger der Stadt
- Harro Jacob (* 1939), Bildhauer, Atelier im Rittergut Gollma